# Domien de Waghemakere

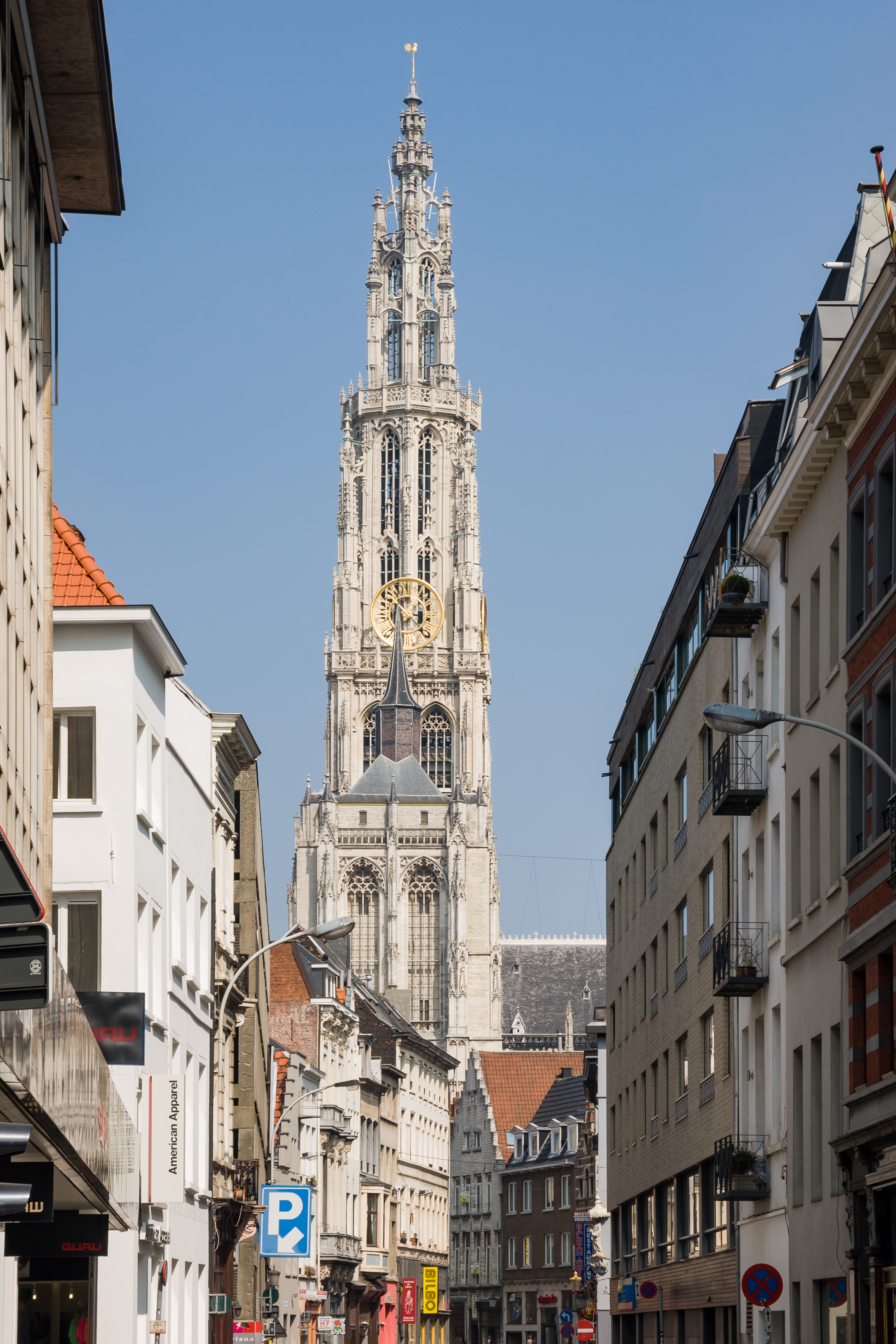
Toren van de Onze-Lieve-Vrouwekathedraal (spits uit 1518)

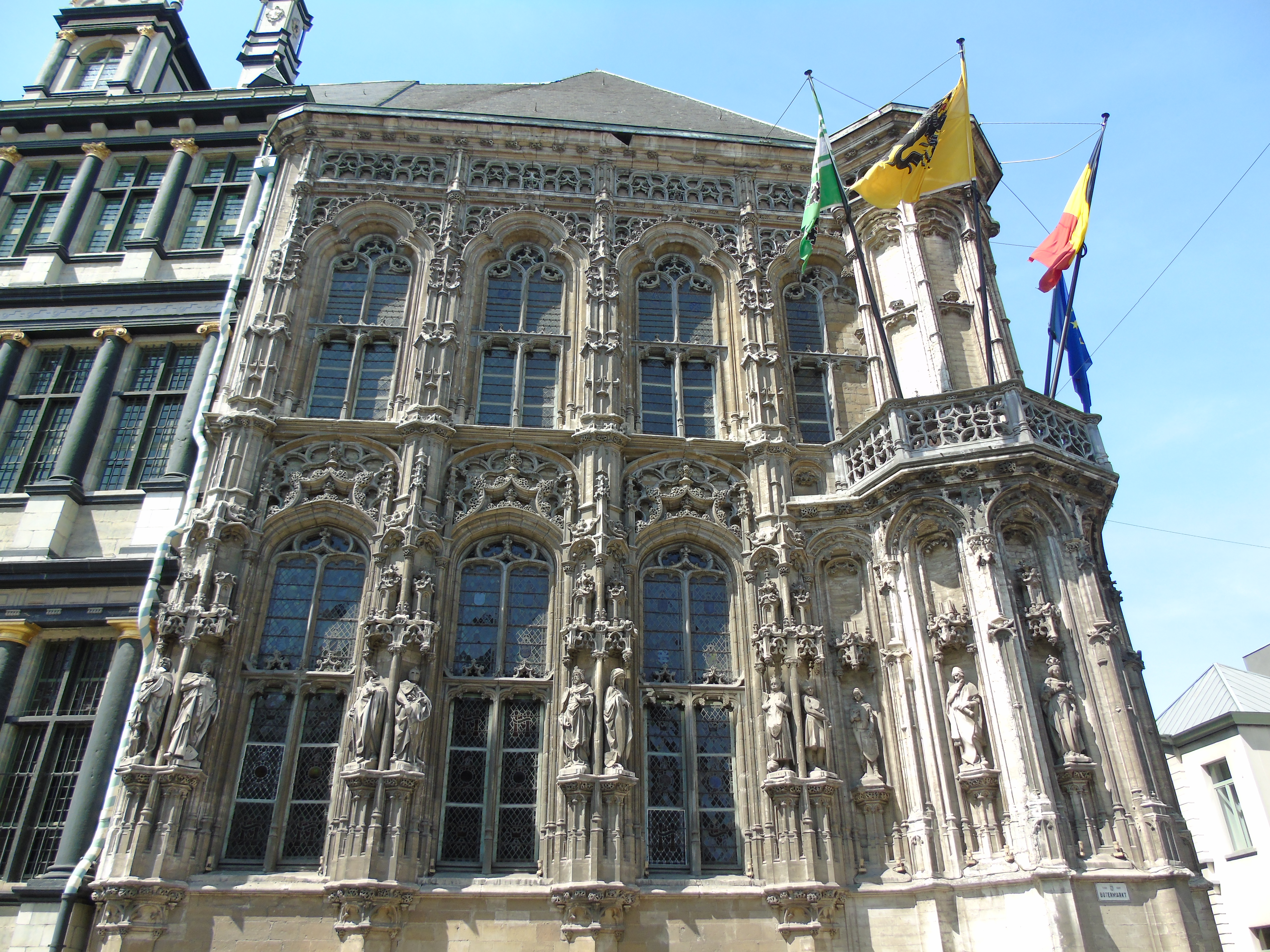
Gevarieerde decoratieve vormentaal (detail van het Stadhuis van Gent, 1518)

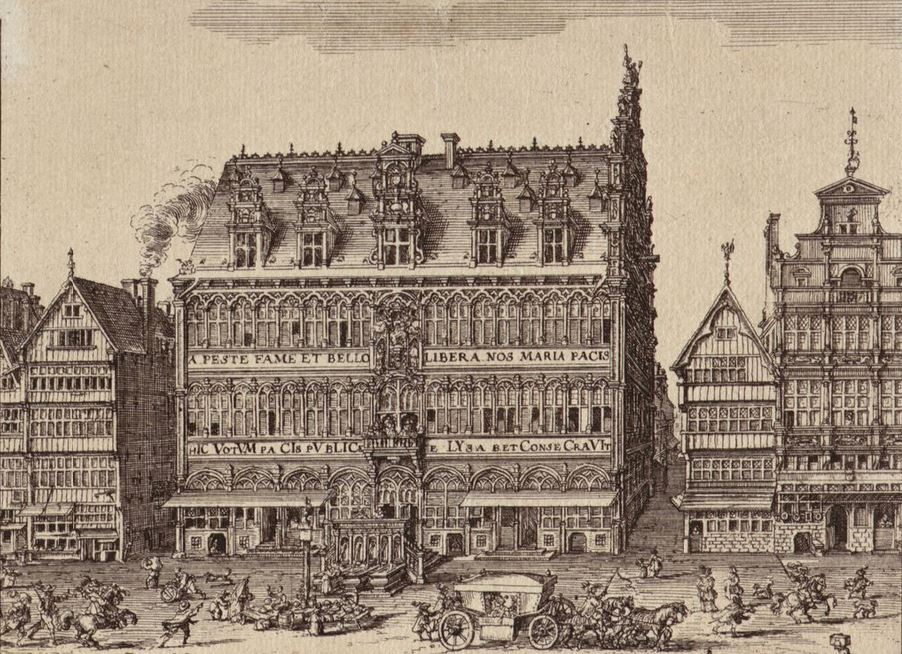
Het oorspronkelijke Broodhuis (weergegeven in 1640)

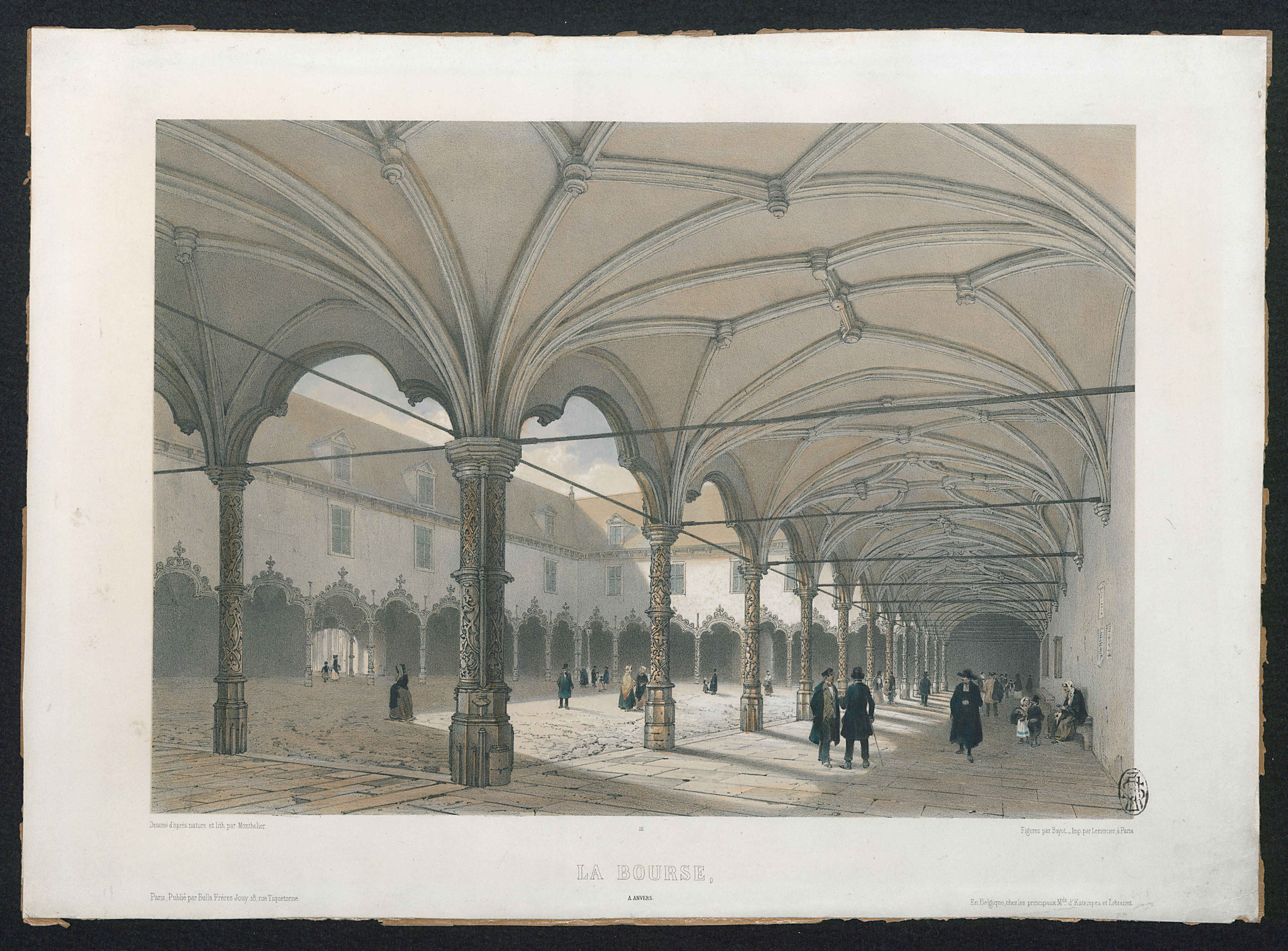
De Handelsbeurs van Antwerpen in de 19e eeuw (herbouwd naar het ontwerp van De Waghemakere uit 1531)

Domien/Dominicus de Waghemakere (Antwerpen, ca. 1460 - aldaar, 1542) was een groot architect van de Brabantse gotiek. Hij stond aan de wieg van een nieuwe decoratieve vormentaal. De drie eerste decennia van de 16e eeuw was De Waghemakere verantwoordelijk voor tal van civiele en religieuze projecten in de Spaanse Nederlanden, vaak in nauwe verwevenheid met andere meesters. Standaardisering liet hen toe de werf aan opzichters toe te vertrouwen.

## Loopbaan
Hij begon zijn carrière in het atelier van zijn vader, de befaamde bouwmeester Herman de Waghemakere, wiens zoon Herman de Jonge ook in de zaak zat. Samen werkten ze aan de kerk in Lier, trouw aan het ontwerp van Jan II Keldermans. In 1502, een jaar voor de dood van vader De Waghemakere, trad Domien uit zijn schaduw en nam hij het werkmeesterschap van een aantal grote werven over: de Sint-Gummaruskerk, de Sint-Jacobskerk, de Sint-Willibrorduskerk en vooral de Antwerpse kathedraal, waarvan de achtkantige torenbekroning het jaar voordien door Herman was gesigneerd. Zoon Domien nam over met Rombout II Keldermans en zou de noordelijke spits in 1521 voltooien. Het bovenste deel getuigt van zijn ruimtelijk
inzicht, met verspringende pinakels die geen herkenbare spits overlaten. Twee jaar eerder hadden ze de noordelijke kruisbeuk afgewerkt en waren ze begonnen het koor te ontwerpen van een nieuwe Onze-Lieve-Vrouwekerk, het zogenaamde nieuwerck, dat vier keer groter moest worden dan de nog niet opgeleverde voorganger.
Tussen 1492 en 1510 was De Waghemakere zes keer gezworene van het Antwerpse metselaarsgilde en hij bekleedde ook het ambt van busmeester. Rond 1525 begon zijn gezichtsvermogen achteruit te gaan en zag hij zelfs zijn jaarloon voor het Brusselse Broodhuis opgeschort overmidts dien dat hy blindt gewordden was. Hij maakte in 1534 zijn testament en gold vanaf dan als ernstig ziek. Het belette hem niet in 1531 een bijzonder beursgebouw te tekenen. Zijn plan, met galerijen rond een langs vier poorten toegankelijk plein, was later maatgevend voor de Londense Royal Exchange (1565) en de Amsterdamse Beurs van Hendrick de Keyser (1608). De Waghemakere bleef zijn hele carrière trouw aan de flamboyante gotiek. In zijn najaren won hij in die stijl de prijsvraag voor een Antwerps stadhuis, maar het werd door oorlogsdreiging niet onmiddellijk gerealiseerd en in 1560 afgevoerd voor een renaissancegebouw.
Van De Waghemakere is een ontwerp voor de gevels van het Gentse stadhuis bewaard dat op de Topstukkenlijst staat.

## Werk
Onder de ontwerpen van De Waghemakere, op jaar van aanvang:
- 1494: Sint-Gummaruskerk van Lier
- 1502: Kathedraal van Antwerpen (met Rombout II Keldermans)
- 1502-1504: Vleeshuis van Antwerpen
- 1503-1512: Sint-Jacobskerk van Antwerpen
- 1503: Sint-Willibrordusbasiliek van Hulst
- 1504-1516: verbouwing en uitbreiding van het Kasteel van Turnhout (met Antoon II en Rombout II Keldermans)
- 1505: Onze-Lieve-Vrouw van Gratiekapel, Antwerpen (vernield ca. 1880)
- 1506: stadsomwallingen van Hulst (met Laureys Keldermans)
- 1514: Sint-Andrieskerk van Antwerpen (vermoedelijk)
- 1515: Oude Beurs van Antwerpen (stenen arcades)
- 1515-1520: Hof van Liere, Antwerpen (toegeschreven)
- 1517-1528: Broodhuis van Brussel (met Rombout II Keldermans)
- 1517: Sint-Pauluskerk van Antwerpen (toegeschreven)
- 1518-1533: Stadhuis van Gent (met Rombout II Keldermans)
- 1520: herbouwen van het Steen, Antwerpen
- 1525-1540: Kasteel van Hoogstraten (poortgebouw, torens en vleugels, met Rombout II Keldermans)
- 1531: Handelsbeurs van Antwerpen (vernield in 1583)
- 1541: plan voor een Antwerps stadhuis (niet gerealiseerd)

## Naamvarianten
Dominicus, Domenicus, Damien.